# 24 septembre 1928
Le lundi 24 septembre 1928 est le 268e jour de l'année 1928.

## Naissances
- Alf Ekberg, chanteur allemand.
- Jean-Claude Dalbos, personnalité politique française.
- Judith Shklar (morte le 17 septembre 1992), politologue américaine née en Lettonie.
- René Lavand (mort le 7 février 2015), magicien argentin.

## Décès
- Carl Wilhelmson (né le 12 novembre 1866), artiste suédois.

## Événements
- Création de la municipalité Urupês au Brésil.
- Palestine mandataire : des incidents au mur des Lamentations entre Arabes et Juifs dégénèrent en pogroms.